# ベンズアルデヒド
ベンズアルデヒド (benzaldehyde) は、芳香族アルデヒドに分類される有機化合物のひとつ。IUPAC系統名は、ベンゼンカルバルデヒド (benzenecarbaldehyde) 。ベンゼンの水素原子一つが、ホルミル基(アルデヒド基)で置換された構造を持つ。
無色の液体。苦扁桃油（アーモンドの一種から取った薬用油)様の香気を持ち、揮発しやすい。芳香族アルデヒドは特異な臭いを有するものが多いが、ベンズアルデヒドはアーモンド、杏仁（アンズの種）の香り成分である。安価な香料として用いられるほか、抗炎症作用が認められている。酸化されやすく、酸化されると安息香酸になり、表面に膜状様物質として浮かぶ。

## 製法
トルエンを60%硫酸と二酸化マンガンによって穏やかに酸化することで得られる（酸化力が強い場合には安息香酸まで反応が進む）。ジクロロメチルベンゼン（塩化ベンザル）の加水分解によっても得られる。
1995年の実績では年間7000トンが生産され、大半は化学合成によるものであるが、天然品も100トンほど生産されている。ヤニタケ属のIschnoderma benzoinumにL-フェニルアラニンを添加し培養すると、培養液1リットルあたり1グラムのベンズアルデヒドと3-フェニル-1-プロパノールが生じる。

## 反応
銀鏡反応に対しては陽性、フェーリング液に対しては陰性を示す。水酸化ナトリウムなどの強塩基とともに加熱すると、カニッツァーロ反応によりベンジルアルコールと安息香酸とに不均化する。触媒量のシアン化カリウムの存在下に加熱すると、ベンゾイン縮合によりベンゾイン（C6H5C（=O）CH（OH）C6H5）に変わる。

## 用途
食品や化粧品などの匂い付け。
マンデル酸などの化学物質の合成。
害虫忌避剤
イガ幼虫、	線虫、蜂などの忌避剤となる。
そのため、養蜂家が蜂の巣から蜜をとる時に使用されたりする。